# Várkerület (Sopron)
A Várkerület Sopron egyik közterülete, az Ógabona tér északkeleti végétől a Széchenyi tér északkeleti sarkáig tartó körút, a belváros külső gyűrűjének egy része. Szélessége helyenként eléri a 70 métert. A körút Sopron belső városfala előtt húzódó egykori árok külső peremén túl elnyúló lapályon, az úgynevezett vársíkon húzódik; maga a Várkerület (házaival együtt) az egykori váröv legnagyobb részét (a feltöltött árokkal együtt) magában foglalja. A városfalhoz közelebbi (belső) oldalán a keskeny portálú házak zárt sort alkotnak, magasságuk különböző, gyakran váltakozó, földszinti helyiségeikben üzletek működnek; közvetlenül a házak mögött húzódik a ma már csak maradványaiban álló belső városfal; a házsoron és a várfalon keresztül gyalogos átjárók (Lenck, Zwinger, Fórum) biztosítják a belváros belsőbb részeibe való átjutást. A körút másik (külső) oldalán a házak szintén zárt utcafrontot formálnak, elhelyezkedésük azonban helyenként fűrészfogas. A külső és a belső házsor közötti területen húzódott egykor a várárok, németül Grabenrunde (tükörfordítással körárok), s ez a magyar Várkerület német megfelelője is. A Várkerületnek az Ógabona tér felé eső részét Kisvárkerületnek nevezik, itt korábban piac működött. Számos védett műemlék épület áll a Várkerület mindkét oldalán.

## Története
A külső házsort legkorábban a középkorban (először 1400-ban) említik Schmiedgasse néven, s egészen 1867-ig így nevezték a Várkerület ma 1–37. számú házai alkotta (azaz a Major köztől az Ikvahíd utcáig tartó) szakaszát, vagyis a Kisvárkerület külső oldalát; 1841-től ennek nyugati – az úgynevezett Kőkapu (Steinthor) és Festő köz közötti – részét Halpiac (Fischplatz) néven is emlegették. Az Ikvahíd és az Ötvös utca közti rész eleinte marhavásártér volt, egy 1848-ból származó dokumentumban azonban már Fogadószer, illetve Kocsmaszer (Wirtshausgasse) a neve. Az Ötvös utcától a Széchenyi térig tartó szakaszt Szénapiacnak (Heuplatz) hívták 1843-ban.
A belső oldal épületei jóval későbbiek: először az 1600-as évek elejéről a Payr-krónika tesz említést a várárok mentén álló vásáros bódékról. Ezek száma az 1676-os nagy soproni tűzvészt követően egyre nagyobb lett, s így a városnak egyre jelentősebb bevétele származott a bódés vásározók fizette telekbérből. 1691-től a telket bérlő tulajdonosok nevét már a számadókönyv is tartalmazta. Később az egyes telkeket megváltották, majd elkezdték azokat bővíteni, átalakítani: az ideiglenes faépítmények helyén állandó kőépületek jelentek meg, a várárokban raktárak épültek, később a boltok elkezdtek összeépülni, azután emeleti lakások kerültek az addigi földszintes boltokra, s így jöttek létre a Várkerület belső oldalának lakóházai, melyek földszintjén továbbra is boltok üzemeltek. Mivel az átalakulás főleg a 18. század végén zajlott le, ezért meglehetősen sok rokokó és copf stílusban díszített ház épült ide. A 19. század során számos házat a romantikus stílus jegyében átépítettek. Az 1944–45-ös bombázások azonban a megmaradt rokokó és copf stílusú házak nagy többségét elpusztították.
A várárok a kurucok ostromát követően veszítette el védelmi szerepét, később be is temették, környezete ekkortól kezdett egyre inkább a kereskedelem színterévé válni. 1776-ban még csak a belső házsor neve volt Grabenrunde, a mai Várkerület egészére 1869-től kezdték alkalmazni ezt a nevet. 1900–1923 között áthaladt rajta Sopron villamosvonal-hálózata. 1941–1944 között az addig régi macskaköves Várkerületet háromsávos szerkezetűvé építették át az Ikvahíd utca és az Árpád utca között (középen a forgalmi sáv, a két szélén egy-egy szervizút). Házait 1945 után átszámozták; nevét 1949-ben Lenin körútra változtatták, amit 1989. október 31-ig viselt, utána visszakapta korábbi nevét. A 2014. szeptember végétől 2015 novemberéig tartó munkálatokat követően 2015. december 14-én adták át a felújított Várkerületet.

## Jelentősebb épületei, építményei
Számos védett műemléképület áll a Várkerület mindkét oldalán. Belső oldalának házai főként romantikus és eklektikus stílusúak. A Kisvárkerületen barokk és rokokó épületek is találhatók. A Várkerület nevezetesebb épületei: a Hambach-ház, a volt Arany Angyal Fogadó, a volt Fehér Ló Fogadó, a Rejpál-ház, a Pócza-ház, a Linberger-ház, a Katolikus Konvent-ház, a Patikaház, a Füredi-ház, a Horváth Ház avagy az Orsolyita Internátus.
Az egykori városfal nagy és kis rondellája a második világháború pusztítása következtében (a várfalon kívül eső házak lebombázásával) lett a Várkerület látnivalója, melyek közé tartozik az 1745-ben készült Mária-szobor (vagy Mária-oszlop) és a 2002-ben készült Hűségkút is.